# Recopa d'Europa d'hoquei sobre herba masculina
|  | Aquest article és sobre la competició masculina. Per a la competició femenina, vegeu Recopa d'Europa d'hoquei sobre herba femenina |

La Recopa d'Europa d'hoquei herba masculina (oficialment en anglès: EuroHockey Cup Winners Cup,) fou una competició esportiva de clubs europeus d'hoquei sobre herba masculins. De caràcter anual, es creà el 1990 i fou organitzada per la Federació Europea d'Hockey. Hi competien els clubs campions de cadascuna de les copes nacionals europees i se celebrava durant un cap de setmana, normalment al mes de març o abril. Els clubs participants s'agrupaven en dos grups de quatre equips i disputaven una primera fase en format de lligueta. El primer classificat de cadascun dels grups disputava la gran final. El guanyador de la competició era declarat campió de la Recopa. Després de la reorganització de les competiciones europees, deixà de celebrar-se després de divuit edicions i fusiona amb la Lliga europea.
Els dominadors històrics de la competició foren els club neerlandesos guanyant onze de les divuit edicions disputades. Destacà l'Amsterdamsche H&BC, guanyador de tres Recopes (1999, 2003, 2007).

## Historial
| En negreta = Equip guanyador (1) = Nombre de títols (prò.) = Pròrroga (p.) = Penalti-stroke Nota: Noms dels equips segons l'època |

| Edició | Temp. | Data       | Campió                  | Resultat      | Subcampió           | Seu                            | refs. |
| ------ | ----- | ---------- | ----------------------- | ------------- | ------------------- | ------------------------------ | ----- |
| I      | 1990  |            | Hounslow HC (1)         | 3–2           | Amsterdam H&BC      | Frankfurt del Main             |       |
| II     | 1991  |            | SV Kampong (1)          |               | Havant HC           | Terrassa                       |       |
| III    | 1992  | 20-04-1992 | HCG Wassemar (1)        | 4–0           | Hounslow HC         | Vught                          |       |
| IV     | 1993  | 12-04-1993 | HCG Wassemar (2)        | 4–0           | Hounslow HC         | Birmingham                     |       |
| V      | 1994  | 04-04-1994 | Atlètic Terrassa HC (1) | 3–3 (5-4, p.) | HCG Wassemar        | Camp de Can Salas, Terrassa    | [ 1 ] |
| VI     | 1995  | 17-04-1995 | Harvestehuder THC (1)   | 0–0 (4-1)     | HDM                 | Cagliari                       |       |
| VII    | 1996  | 08-04-1996 | Dürkheimer HC (1)       | 2–2 (5-4, p.) | HDM                 | Den Haag                       |       |
| VIII   | 1997  | 31-03-1997 | Gladbacher HTC (1)      | 7–2           | Reading HC          | Reading                        |       |
| IX     | 1998  | 13-04-1998 | HC's-Hertogenbosch (1)  | 4–0           | SKA Ekaterinburg    | 's-Hertogenbosch               |       |
| X      | 1999  | 05-04-1999 | Amsterdam H&BC (1)      | 2–2 (3-1, p.) | Atlètic Terrassa HC | Wagener Stadium, Amstelveen    | [ 2 ] |
| XI     | 2000  | 24-04-2000 | Atlètic Terrassa HC (2) | 4–3           | Reading HC          | Camp de Can Salas, Terrassa    | [ 3 ] |
| XII    | 2001  | 16-04-2001 | HC's-Hertogenbosch (2)  | 8–5           | Gladbacher HTC      | 's-Hertogenbosch               |       |
| XIII   | 2002  | 01-04-2002 | HC Oranje Zwart (1)     | 1–1 (5-3, p.) | Reading HC          | Eindhoven                      |       |
| XIV    | 2003  | 21-04-2003 | Amsterdam H&BC (2)      | 4–2           | Club an der Alster  | Camp de Can Salas, Terrassa    |       |
| XV     | 2004  | 12-04-2004 | HC Oranje Zwart (2)     | 2–2 (4-2, p.) | Cannock HC          | Eindhoven                      |       |
| XVI    | 2005  | 28-03-2005 | Club de Campo (1)       | 4–2           | Cannock HC          | Lilla                          | [ 4 ] |
| XVII   | 2006  | 17-04-2006 | HC Bloemendaal (1)      | 4–2           | Reading HC          | Reading                        |       |
| XVIII  | 2007  | 08-04-2007 | Amsterdam H&BC (3)      | 6–2           | Cannock HC          | Camp del Club de Campo, Madrid | [ 5 ] |